# José Cardozo
José Saturnino Cardozo Otazú, paragvajski nogometaš, * 19. marec 1971, Nueva Italia, Paragvaj.
Sodeloval je na nogometnemu delu poletnih olimpijskih iger leta 2004.